# Baile (Cargo foral)
El baile, bayle, batle, en catalán batlle, en valenciano batle o en occitano baile (del latín medieval baiulus, "encargado") era un cargo o puesto de los estados de la Corona de Aragón, que estaba encargado de todo lo relativo a los bienes del rey. El principal era el Baile o Batle General que existía en cada estado peninsular de la Corona —denominado Batle General, en el Reino de Valencia y en el Principado de Cataluña, y Baile General en el Reino de Aragón— y bajo cuya autoridad estaban los bailes o batles locales. 

## El Baile General del Reino de Aragón
El Baile General del Reino de Aragón era el funcionario de la casa del rey encargado de la administración del patrimonio de exclusiva titularidad regia en el territorio aragonés. Sus orígenes se remontan a los fueros de Jaime I, donde se le define como administrador de las rentas reales y guarda de la justicia. En la práctica su capacidad jurisdiccional se limita a la resolución de controversias relativas al patrimonio real y la persecución de la falsificación de moneda. Durante el reinado de Jaime I y al principio del reinado de Pedro III el cargo fue ocupado por judíos, pero el Privilegio General lo prohibió. El baile general nombraba los bailes locales de aquellas localidades y zonas en las que el rey no los nombraba directamente.

## El Batle General del Reino de Valencia
El Batle General del Reino de Valencia tenía a su cargo la administración del Real Patrimonio —de los bienes, derechos, rentas y regalías de dominio y titularidad real: aduanas, peatges, gabela de la sal,...— y de él dependían los batles locales. Entre las responsabilidades del batle general se encontraba la de juzgar las actuaciones contra el patrimonio privativo de los reyes o sus disposiciones, juzgar causas entre moros y entre judíos, etc. Existían dos bailías, una por cada gobernación: la de Valencia y la de Orihuela. 
La figura del batle general ya aparece en el Costum de Valencia de 1239 y sus funciones se irán acrecentando conforme vayan apareciendo los batles locales en el resto de las localidades bajo jurisdicción directa del rey y que están bajo su autoridad. Así se convierte en el hombre de la monarquía que coordina el reino y su jurisdicción era tan amplia como los intereses de la monarquía en el reino. "Reunía en sus manos la jurisdicción civil y criminal sobre mudéjares y judíos de realengo; otorgaba licencias de exportación de productos o para la práctica del corso; controlaba la gestión de todos los oficios del reino; era el receptor y fiscalizador de los ingresos regios; etc."
Además tenía asignado por el rey el conocimiento de las causas de la Casa de la Moneda de Valencia (responsable de la emisión de la moneda del Reino el Real de Valencia), conocida con el nombre de "la Seca", y tenía jurisdicción privativa sobre los oficiales de la misma. Desde 1474 debía conocer los pleitos relacionados con actividades marítimas, y desde 1606 se le debía informar de los pleitos de los oficiales de correos.
Este cargo, como el resto de instituciones del Reino de Valencia fue abolido por el Decreto de Nueva Planta promulgado por Felipe V en 1707.
Existía también un Batlle General de Cataluña.